# Pinel (Puebla del Brollón)
Pinel (llamada oficialmente Santa María de Pinel) es una parroquia y una aldea española del municipio de Puebla del Brollón, en la provincia de Lugo, Galicia.

## Geografía
Limita con las parroquias de Cereixa por el norte; Liñares por el sur; Brence por el este, y Chavaga, Bascós y Sindrán por el oeste.
| Noroeste: Chavaga (Monforte de Lemos) | Norte: Cereixa | Noreste: Cereixa |
| Oeste: Bascós (Monforte de Lemos)     |                | Este: Brence     |
| Suroeste: Sindrán (Monforte de Lemos) | Sur: Liñares   | Sureste: Liñares |

## Organización territorial
La parroquia está formada por cinco entidades de población, constando una de ellas en el nomenclátor del Instituto Nacional de Estadística español:
- Cabo
- Campaza (A Campaza)
- Casas (As Casas)
- Eirexa (A Eirexa)
- Lamas (A Lama)
- Pinel*

## Demografía

### Parroquia
| Gráfica de evolución demográfica de Pinel (parroquia) entre 2000 y 2020 |
|                                                                         |
| Datos según el nomenclátor publicado por el INE.                        |

### Aldea
| Gráfica de evolución demográfica de Pinel (aldea) entre 2000 y 2020 |
|                                                                     |
| Datos según el nomenclátor publicado por el INE.                    |

## Patrimonio
- Iglesia de Santa María.

## Festividades
Las fiestas de la parroquia se celebran, en honor a la Virgen María, el 15 de agosto.